# Albin Erlandzon
Albin Erlandzon, egentligen Karl Albin Erlandson, född 14 april 1886 i Klara församling i Stockholm, död 7 januari 1967 i Brännkyrka församling i Stockholm, var en svensk skådespelare.
Erlandzon är begravd på Brännkyrka kyrkogård.

## Filmografi
- 1917 – Tösen från Stormyrtorpet
- 1919 – Herr Arnes pengar
- 1933 – Hemliga Svensson
- 1934 – Simon i Backabo
- 1935 – Ebberöds bank
- 1935 – Ungkarlspappan
- 1937 – Mamma gifter sig
- 1938 – Storm över skären
- 1939 – Skanör-Falsterbo
- 1940 – Karusellen går
- 1940 – Den blomstertid
- 1942 – Rid i natt!
- 1942 – I gult och blått
- 1942 – Kan doktorn komma?
- 1942 – Rospiggar
- 1943 – Ordet
- 1943 – I mörkaste Småland
- 1944 – Skeppar Jansson
- 1944 – Prins Gustaf
- 1944 – Flickan och Djävulen
- 1944 – Jag är eld och luft
- 1944 – Kejsarn av Portugallien
- 1944 – Snöstormen
- 1945 – Resan bort
- 1945 – Rosen på Tistelön
- 1945 – Galgmannen
- 1945 – Gomorron Bill!
- 1945 – I Roslagens famn
- 1946 – Saltstänk och krutgubbar
- 1946 – Kärlek och störtlopp
- 1946 – Det var då - det är nu
- 1947 – Livet i Finnskogarna
- 1947 – Maj på Malö
- 1948 – Robinson i Roslagen
- 1948 – Lars Hård
- 1949 – Smeder på luffen
- 1949 – Pappa Bom
- 1949 – Havets son
- 1949 – Lång-Lasse i Delsbo
- 1949 – Janne Vängman på nya äventyr
- 1949 – Sjösalavår
- 1950 – Motorkavaljerer
- 1951 – Skeppare i blåsväder
- 1952 – Kalle Karlsson från Jularbo
- 1952 – När syrenerna blomma
- 1953 – Ursula – flickan i finnskogarna
- 1953 – Barabbas
- 1953 – Ingen mans kvinna
- 1953 – All jordens fröjd
- 1954 – Herr Arnes penningar
- 1955 – Älskling på vågen
- 1955 – Bröderna Östermans bravader
- 1956 – Flickan i frack
- 1957 – Sjutton år
- 1958 – Den store amatören

## Teater

### Roller
| År   | Roll                       | Produktion                                                                    | Regi                         | Teater                            |
| ---- | -------------------------- | ----------------------------------------------------------------------------- | ---------------------------- | --------------------------------- |
| 1923 | Jim, betjänt hos "kusinen" | Kusinen från Amörika eller De' va' småpotatis, revy Gideon Wahlberg           | Adolf Rangstedt              | Södermalmsteatern                 |
| 1923 |                            | Hej, Karolina, revy Edvin Ray                                                 | Willi Wells                  | Pallas-Teatern                    |
| 1923 |                            | Sätt igång, revy Bojve                                                        | Adolf Rangstedt              | Södermalmsteatern                 |
| 1924 |                            | Bättre dag för dag, revy Albin Erlandzon                                      | Willi Wells                  | Pallas-Teatern                    |
| 1924 |                            | Gaska upp dej Nikolina, revy Johan Lind                                       | Willi Wells                  | Södermalmsteatern                 |
| 1924 | Adolf Pihlén, e.o. lärare  | Fem fina friare, revy Max Lander                                              | Max Lander                   | Pallas-Teatern                    |
| 1924 |                            | Ogifta frun Fräulein Frau Max Niederberger, Heinrich Waldberg och Bruno Hardt | Willi Wells                  | Pallas-Teatern/ Södermalmsteatern |
| 1925 |                            | En orolig bröllopsnatt, revy Gran                                             | Willi Wells                  | Södermalmsteatern                 |
| 1933 |                            | Barn på beställning Arthur Fischer                                            | Arthur Fischer               | Mosebacketeatern                  |
| 1934 |                            | Greven av Gamla stan Sigge och Arthur Fischer                                 |                              | Mosebacketeatern                  |
| 1934 |                            | Dollarflickan Sigge och Arthur Fischer                                        |                              | Söders friluftsteater             |
| 1934 |                            | Julia på camping Sigge Fischer                                                |                              | Mosebacketeatern                  |
| 1935 | 191:an Mandel              | Hur ska' de' gå för Pettersson? Sigge Fischer                                 |                              | Söders friluftsteater             |
| 1935 | Larsson, lagerbiträde      | Följ me' till Köpenhamn Sigge Fischer                                         | Sigge Fischer                | Mosebacketeatern                  |
| 1936 |                            | Skojar-Hampus Sigge Fischer                                                   |                              | Mosebacketeatern                  |
| 1936 |                            | Fröken Grönlunds pojke Sigge och Arthur Fischer                               | Sigge Fischer Arthur Fischer | Mosebacketeatern                  |
| 1936 | Fritiof Blomma från Riala  | Moster Klara från Skara Siegfried Fischer                                     | Siegfried Fischer            | Söders friluftsteater             |
| 1936 | Rundqvist, dräng           | Hemsöborna August Strindberg                                                  | Sigge Fischer                | Mosebacketeatern                  |
| 1937 | Sjökaptenen                | Bergsprängarbruden Albin Erlandzon                                            | Sigge Fischer                | Mosebacketeatern                  |
| 1937 |                            | Va' händer hos Jonssons Siegfried Fischer                                     |                              | Söders friluftsteater             |
| 1938 |                            | Revolution i kåksta'n Ernst Berge                                             | Sigge Fürst                  | Vanadislundens teater             |
| 1939 |                            | Kärlek och guldfeber Gideon Wahlberg                                          |                              | Tantolundens friluftsteater       |
| 1939 |                            | Kärlek och landstorm Gideon Wahlberg och Walter Stenström                     | Gideon Wahlberg              | Odeonteatern, Stockholm           |
| 1941 |                            | Söders tyrolare Gideon Wahlberg                                               | Gideon Wahlberg              | Tantolundens friluftsteater       |

### Fotnoter
1. ↑  ”Albin Erlandzon”. Svensk Filmdatabas. http://sfi.se/sv/svensk-filmdatabas/Item/?type=PERSON&itemid=60327&ref=%2ftemplates%2fSwedishFilmSearchResult.aspx%3fid%3d1225%26epslanguage%3dsv%26searchword%3dAlbin+Erlandzon%26type%3dPerson%26match%3dBegin%26page%3d1%26prom%3dFalse. Läst 15 augusti 2012.
2. ↑  Erlandsson, Carl Albin på SvenskaGravar.se
3. ↑  ”Teaterannons”. Dagens Nyheter:  s. 11. 25 augusti 1923. http://arkivet.dn.se/arkivet/tidning/1923-08-25/229/11. Läst 28 december 2015.
4. ↑  ”Teaterannons”. Dagens Nyheter:  s. 15. 27 oktober 1923. http://arkivet.dn.se/arkivet/tidning/1923-10-27/292/15. Läst 28 december 2015.
5. ↑  ”Teaterannons”. Dagens Nyheter:  s. 11. 5 januari 1924. http://arkivet.dn.se/arkivet/tidning/1924-01-05/4/11. Läst 28 december 2015.
6. ↑  ”Teaterannons”. Dagens Nyheter:  s. 15. 17 februari 1924. http://arkivet.dn.se/arkivet/tidning/1924-02-17/s/15. Läst 28 december 2015.
7. ↑  ”Teaterannons”. Dagens Nyheter:  s. 14. 3 april 1924. http://arkivet.dn.se/arkivet/tidning/1924-04-03/92/14. Läst 28 december 2015.
8. ↑  ”Teaterannons”. Dagens Nyheter:  s. 11. 18 februari 1925. https://arkivet.dn.se/tidning/1925-02-18/47/11. Läst 25 september 2020.
9. ↑  ”Teaterannons”. Dagens Nyheter:  s. 14. 17 april 1925. https://arkivet.dn.se/tidning/1925-04-17/102/14. Läst 25 september 2020.
10. ↑  ”Teaterannons”. Dagens Nyheter:  s. 15. 24 oktober 1925. http://arkivet.dn.se/arkivet/tidning/1925-10-24/289/15. Läst 29 december 2015.
11. ↑  ”Teater Musik Film: Mosebacketeatern”. Dagens Nyheter:  s. 9. 21 oktober 1933. http://arkivet.dn.se/arkivet/tidning/1933-10-21/286/9. Läst 4 januari 2016.
12. ↑  ”Teater Musik Film: Mosebacketeatern”. Dagens Nyheter:  s. 8. 17 februari 1934. http://arkivet.dn.se/arkivet/tidning/1934-02-17/46/8. Läst 7 januari 2016.
13. ↑  ”Teater Musik Film: Söders friluftsteater”. Dagens Nyheter:  s. 10. 9 juni 1934. https://arkivet.dn.se/tidning/1934-06-09/153/10. Läst 7 augusti 2025.
14. ↑  ”Mosebacketeatern öppnar”. Dagens Nyheter:  s. 10. 6 oktober 1934. http://arkivet.dn.se/arkivet/tidning/1934-10-06/271/10. Läst 7 januari 2016.
15. ↑  ”Tre friluftspremiärer i värme och regnstänkk”. Dagens Nyheter:  s. 9. 8 juni 1935. http://arkivet.dn.se/arkivet/tidning/1935-06-08/154/9. Läst 28 december 2015.
16. ↑  ”Teater Musik Film”. Dagens Nyheter:  s. 11. 11 oktober 1935. http://arkivet.dn.se/arkivet/tidning/1935-10-11/277/11. Läst 27 december 2015.
17. ↑  ”Teater Musik Film”. Dagens Nyheter:  s. 10. 28 januari 1936. http://arkivet.dn.se/arkivet/tidning/1936-01-28/26/10. Läst 28 december 2015.
18. ↑  ”Teater Musik Film”. Dagens Nyheter:  s. 7. 22 februari 1936. http://arkivet.dn.se/arkivet/tidning/1936-02-22/51/7. Läst 28 december 2015.
19. ↑  ”I största korthet”. Dagens Nyheter:  s. 9. 13 juni 1936. https://arkivet.dn.se/tidning/1936-06-13/158/9. Läst 7 augusti 2025.
20. ↑  Oscar Rydqvist (11 oktober 1936). ”Strindberg på Mosebacke”. Dagens Nyheter:  s. 16. http://arkivet.dn.se/arkivet/tidning/1936-10-11/277/16. Läst 28 december 2015.
21. ↑  ”Teater Musik Film: Premiär på Mosebacke”. Dagens Nyheter:  s. 9. 17 januari 1937. http://arkivet.dn.se/arkivet/tidning/1937-01-17/15/9. Läst 10 januari 2016.
22. ↑  ”Teater Musik Film: Söders friluftsteater”. Dagens Nyheter:  s. 12. 3 juni 1937. https://arkivet.dn.se/tidning/1937-06-03/147/12. Läst 7 augusti 2025.
23. ↑  Lbk. (4 juni 1938). ”De första friluftspremiärerna: 'Revolution i kåkstan' på Vanadisteatern”. Dagens Nyheter:  s. 11. https://arkivet.dn.se/tidning/1938-06-04/149/11. Läst 3 januari 2025.
24. ↑  ”Teater Musik Film”. Dagens Nyheter:  s. 12. 21 maj 1939. http://arkivet.dn.se/arkivet/tidning/1939-05-21/134/12. Läst 17 januari 2016.
25. ↑  ”Teater Musik Film: Gideon Wahlberg gör come back”. Dagens Nyheter:  s. 9. 29 november 1939. http://arkivet.dn.se/arkivet/tidning/1939-11-29/324/9. Läst 17 januari 2016.
26. ↑  ”Teaterannons”. Dagens Nyheter:  s. 16. 31 maj 1941. http://arkivet.dn.se/arkivet/tidning/1941-05-31/145/16. Läst 30 januari 2016.